# Estación Escriña
Estación Escriña é uma junta de governo da província de Entre Ríos, na Argentina.